# Saint-Vincent-des-Bois
Saint-Vincent-des-Bois é uma comuna francesa na região administrativa da Normandia, no departamento de Eure. Estende-se por uma área de 5,28 km². Em 2010 a comuna tinha 337 habitantes (densidade: 63,8 hab./km²).